# 24 Hores de Montjuïc 1964
L'edició de 1964 de les 24 Hores de Montjuïc fou la 10a d'aquesta prova, organitzada per la Penya Motorista Barcelona al Circuit de Montjuïc el cap de setmana del 11 i 12 de juliol. Era la segona prova de la Copa FIM de resistència d'aquell any.

## Classificació general
| Posició | Pilot 1             | Pilot 2            | Motocicleta | Voltes | Km        |
| ------- | ------------------- | ------------------ | ----------- | ------ | --------- |
| 1       | Bruno Spaggiari     | Giuseppe Mandolini | Ducati 285  | 635    | 2.407,062 |
| 2       | Peter Darvill       | Norman Price       | BMW         | 630    | 2.389,693 |
| 3       | "Sicari Carlos"     | Pere Millet        | Montesa     | 629    | 2.384,977 |
| 4       | Ramiro Blanco       | José Medrano       | Bultaco     | 600    | 2.275,770 |
| 5       | Ricard Fargas       | Alfredo Baldoni    | Ducati      | 598    | 2.267,435 |
| 6       | "Squalo Alberto"    | José Luis Aguilar  | Ducati      | 591    | 2.243,316 |
| 7       | Emili Panosa        | Vicenç Badia       | Bultaco     | 581    | 2.204,920 |
| 8       | George Collis       | R. J. Herring      | Triumph     | 579    | 2.198,208 |
| 9       | Antoni Del Castillo | "Japonès I"        | Bultaco     | 579    | 2.197,385 |
| 10      | Ramon Aixemeno      | A. Sanjuan         | Bultaco     | 574    | 2.177,043 |

1. ↑  Velocitat mitjana: 100,293 km/h.

## Guanyadors per categories

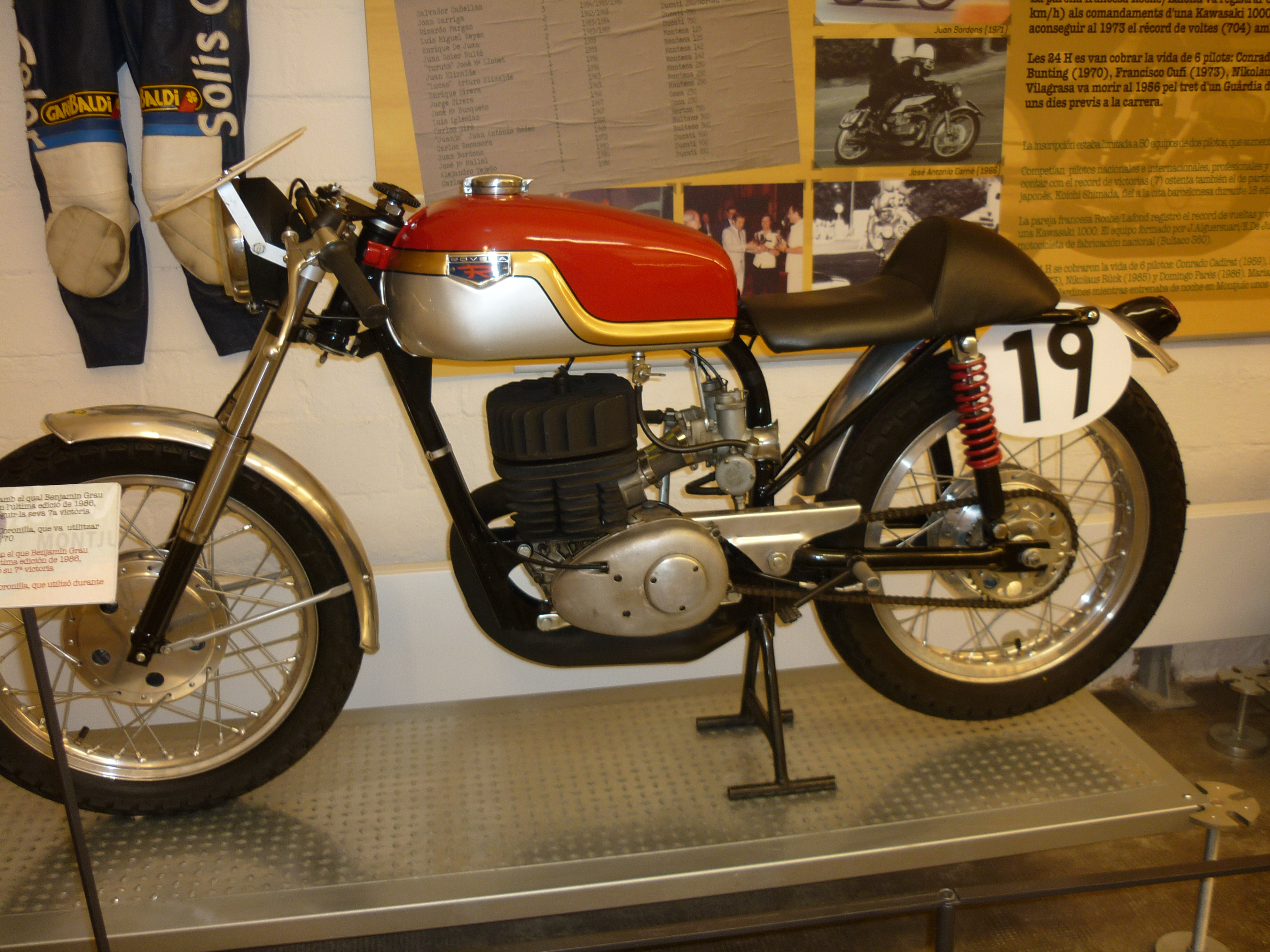
La Rovena 250cc que pilotaren Jordi Salas i Josep Raja a les 24 Hores de Montjuïc de 1964. Acabaren en 19a posició.

| Categoria | Pilot 1         | Pilot 2            | Motocicleta | Voltes | Km        |
| --------- | --------------- | ------------------ | ----------- | ------ | --------- |
| 125 cc    | J. Tàrrega      | "Japonès II"       | Bultaco     | 559    | 2.119,177 |
| 250 cc    | "Sicari Carlos" | Pere Millet        | Montesa     | 629    | 2.384,977 |
| Superior  | Bruno Spaggiari | Giuseppe Mandolini | Ducati      | 635    | 2.410,530 |

## Trofeus addicionals
| Trofeu                                     | Guanyador                                        | Punts |
| ------------------------------------------ | ------------------------------------------------ | ----- |
| Trofeu Juan Antonio Samaranch              | Bruno Spaggiari - Giuseppe Mandolini             | 80    |
| Trofeu Conrado Cadirat per equips de marca | Ducati                                           | 6     |
| Trofeu Carlos Carreras                     | Mototrans (moto núm. 15)                         | -     |
| Trofeu Juan Lorenzo Massé                  | Renato Armaroli (mecànic de la moto guanyadora)  | -     |
| X Trofeu "Centauro" de El Mundo Deportivo  | Mototrans (Bruno Spaggiari - Giuseppe Mandolini) | -     |